# Randolph Churchill
Aquest article és sobre el fill del Primer Ministre britànic Sir Winston Churchill. Pel pare de Sir Winston, veure Lord Randolph Churchill.
El Major Randolph Frederick Edward Spencer Churchill, MBE (28 de maig de 1911 – 6 de juny de 1968) va ser el fill del Primer Ministre britànic Winston Churchill i de la seva esposa Clementine. Va ser Membre del Parlament conservador per la circumscripció de Preston entre 1940 i 1945.

## Infància i família
Va ser educat a Eton College i a Christ Church, Oxford, esdevenint periodista.
Es casà en dues ocasions. La primera vegada, amb l'Honorable Pamela Digby (després coneguda com a Pamela Harriman), amb la que tindria un fill, Winston, que esdevindria Parlamentari. Del seu segon matrimoni, amb June Osborne, va tenir una filla, Arabella Churchill. Durant els seus darrers 20 anys va tenir una relació amb Natalie Bevan, l'esposa de Bobby Bevan, veí i amic.

## Segona Guerra Mundial
Randolph Churchill va servir a l'antic regiment del seu pare, el 4t d'Hússars de la Reina, i durant un temps va ser destinat al recentment format Servei Aeri Especial (Special Air Service - SAS), unint-se al seu comandant, David Stirling, en diverses missions darrere les línies enemigues al desert de Líbia. També va participar en alguna missió militar i diplomàtica a Iugoslàvia el 1944, formant part de la missió britànica de suport als Partisans iugoslaus durant la guerra. Juntament amb Evelyn Waugh, el 10 de juliol va arribar a l'illa de Vis, on va trobar-se amb Josip Broz Tito, que havia aconseguit fugir dels alemanys després que aquests llancessin l'Operació Rosselsprung. Al setembre d'aquell mateix any, Churchill i Waugh van establir la seva missió a Topusko. Allà redactaren un formidable informe que descrivia la persecució del clergat per part de Tito, informe que va ser enterrat pel Secretari d'Exteriors Anthony Eden (que també intentà desacreditar a Waugh) per salvar el conflicte diplomàtic en uns moments en què Tito era vist com un aliat necessari i un oficial amic. Tant a la campanya del desert occidental com a Iugoslàvia, Churchill topà amb Fitzroy Maclean, que va escriure les seves aventures (i alguns dels problemes que Churchill li havia causat) a les seves memòries Eastern Approaches.

## Política
La carrera política de Randolph Churchill (igual que la del seu fill) no va tenir tant ressò com la del seu pare Sir Winston o la del seu avi, Lord Randolph. A les eleccions generals de 1935 es presentà com a Conservador Independent, marcant una separació temporal amb la política del seu pare. També es presentà per la circumscripció de Ross and Cromarty el 1936, oposant-se al candidat del Govern Nacional de Ramsay MacDonald. Va ser escollit sense oposició com a Membre del Parlament per Preston durant la guerra (1940-45) per cobrir una vacant, però perdé el seu escó a les eleccions generals de 1945. Es presentà pel Parlament en diverses ocasions més, però mai més tornà a ser elegit, arribant a perdre davant el futur líder del Partit Laborista Michael Foot a la circumscripció de Plymouth Devonport a les eleccions generals de 1951.
Randolph sovint va ser retratat com l'ovella negra de la família Churchill (irascible, amb temperament dolent, eclipsat pel seu pare i amb un seriós problema amb la beguda). Però heretà la flama literària del seu pare, i es llaurà a si mateix una carrera com a escriptor d'èxit. Inicià la biografia oficial del seu pare el 1966, però a la seva mort el 1968 només havia completat el segon volum. Va ser completat pòstumament per Sir Martin Gilbert. Va escriure una autobiografia Twenty-One Years.
Al final de la Segona Guerra Mundial, el seu pare rebutjà un títol nobiliari, així com després del seu retir el 1955 (quan se li oferí el Ducat de Londres), entre altres motius per no comprometre la carrera política del seu fill. En sí, el motiu principal va ser que Sir Winston volia romandre a la Cambra dels Comuns, ja que el 1955, la carrera política de Randolph ja no tenia cap esperança. Portava fora del Parlament des del 1945. Si Winston Churchill hagués acceptat el títol de noblesa, a la seva mort, el seu fill hauria hagut de passar forçosament a la Cambra dels Lords en heretar el títol, abandonant el seu escó als Comuns (en cas que en tingués un). Randolph hagués estat nomenat 2n Duc de Londres (el 1963, aquells que havien heretat un títol podien rebutjar el seu títol, si bé l'únic que va fer-ho i va esdevenir Primer Ministre va ser Sir Alec Douglas-Home, abans el 14è Comte de Home.

## Mort
Randolph Churchill va morir d'un atac de cor el 1968, amb 57 anys. Està enterrat amb els seus pares a l'església de St. Martin, a Bladon, prop de Woodstock, Oxfordshire.

## Treballs
- What I Said About the Press (1957)
- The Rise and Fall of Sir Anthony Eden (1959)
- Lord Derby: King of Lancashire (1960)
- The Fight for the Tory Leadership (1964)
- Winston S Churchill: Volume One: Youth, 1874–1900 (1966)
- Winston S Churchill: Volume One Companion, 1874–1900 (1966, in two parts)
- Winston S Churchill: Volume Two: Young Statesman, 1901–1914 (1967)
- Winston S Churchill: Volume Two Companion, 1900–1914 (1969, en 3 parts. Publicat pòstumament amb l'ajut de Martin Gilbert, qui també escriuria els volums futurs de la biografia)